# Petrus Ferreux
Petrus Ferreux († 1699) war ein römisch-katholischer Geistlicher. 
Ferreux wurde am 17. Dezember 1697 zum Titularbischof von Zabulon ernannt. 